# Gemerské Teplice
Gemerské Teplice (hongrois : Jolsvatapolca) est un village de Slovaquie situé dans la région de Banská Bystrica.

## Histoire
La première mention écrite du village date de 1258.
Le hameau de Gemerský Milhošť était une commune autonome en 1938. Il comptait 197 habitants en 1938 Elle faisait partie du district de Rožňava (hongrois : Rozsnyói járás). Le nom de la localité avant la Seconde Guerre mondiale était Migles. Durant la période 1938 -1945, le nom hongrois Miglészpataka était d'usage.
Le hameau de Jelšavská Teplica était une commune autonome en 1938. Il comptait 294 habitants en 1938 Elle faisait partie du district de Rožňava (hongrois : Rozsnyói járás). Le nom de la localité avant la Seconde Guerre mondiale était Jelšavská Teplica. Durant la période 1938 -1945, le nom hongrois Jolsvatapolca était d'usage.

## Démographie

### Évolution de la population
| Année:               | 1994. | 2004.   | 2014.   | 2024.   |
| -------------------- | ----- | ------- | ------- | ------- |
| Nombre de personnes: | 370   | 390     | 381     | 370     |
| Différence:          |       | +5,40 % | -2,30 % | -2,88 % |

| Année:               | 2023. | 2024.   |
| -------------------- | ----- | ------- |
| Nombre de personnes: | 373   | 370     |
| Différence:          |       | -0,80 % |

## Hameau
La commune de Gemerské Teplice se compose des hameaux suivant :
- Gemerský Milhosť
- Jelšavská Teplica